# Копрец
Копрец (болг. Копрец) — село в Болгарии. Находится в Тырговиштской области, входит в общину Тырговиште. Население составляет 199 человек (2022).

## Политическая ситуация
В местном кметстве Копрец, в состав которого входит Копрец, должность кмета (старосты) исполняет Зиля Мехмедова Ахмедова (Движение за права и свободы (ДПС)) по результатам выборов правления кметства.
Кмет (мэр) общины Тырговиште — Красимир Митев Мирев (инициативный комитет) по результатам выборов в правление общины.